# بحيرة زرزر
بحيرة زرزر تقع إلى الغرب عن مدينة دمشق وتبعد عنها حوالي 50 كيلو متر، وتساير طريق لبنان الدولي. اتستراد دمشق/بيروت. ترتفع عن سطح البحر حوالي 1200 م، وتحيط بالبحيرة التلال والجبال الخضراء الواقعة في منطقة الزبداني، التكية. ويوجد في محيط البحيرة وخاصة بالجبال المحيطة، العديد من الأثارالتاريخية أهمها قلعة كوكو.